# Nikolo-Aleksàndrovskoie
Nikolo-Aleksàndrovskoie (en rus: Николо-Александровское) és un poble del krai de Stàvropol, a Rússia, que en el cens del 2010 tenia 1.846 habitants. Pertany al districte rural de Levokúmskoie.